# Avantasia
Avantasia ist ein All-Star-Projekt des deutschen Metal-Sängers, Komponisten und Produzenten Tobias Sammet, der als Sänger der Metal-Band Edguy bekannt wurde. Die Band verkaufte schätzungsweise 3 Millionen Tonträger und tourt ebenfalls erfolgreich weltweit.

## Geschichte

### The Metal Opera
Im Frühjahr 1999, während Edguys Theater-of-Salvation-Tournee, begann Sammet die Planungen für ein Konzeptalbum mit vielen Gastmusikern. Nach der Tournee setzte er diesen Plan eines All-Star-Projektes um und konnte dafür Metal-Größen wie die ehemaligen Helloween-Sänger Kai Hansen und Michael Kiske gewinnen. 2000 erschien eine erste EP-Auskopplung unter dem Titel Avantasia mit vier Tracks, bevor im Juli 2001 das erste Album, The Metal Opera, veröffentlicht wurde. Abgeschlossen wurde das Projekt mit dem Release von The Metal Opera Part II im September 2002. Der Projektname Avantasia ist aus den Worten Avalon und Fantasia (Phantasie) zusammengesetzt und bezeichnet „eine Welt jenseits der menschlichen Vorstellungskraft“.
Die Bezeichnung „Metal-Oper“ trifft auf Avantasia nur insofern zu, als es eine zugrunde liegende Handlung gibt und jede Rolle von einem eigenen Sänger ausgefüllt wird. Die zugehörige Geschichte kann im Booklet nachgelesen werden. Stilistisch handelt es sich beim Großteil der Stücke um melodischen Power Metal mit vielen orchestralen Passagen, sodass Avantasia auch dem Symphonic Metal zugeordnet wird. 
Der erste Teil dieses Projektes mit dem Namen The Metal Opera besteht aus zwei CDs mit insgesamt 23 Musikstücken, in denen die fiktive Geschichte des Dominikaners Gabriel im frühen 17. Jahrhundert erzählt wird. Er ist an der Hexenverfolgung beteiligt, gerät allerdings in einen Konflikt, als seine Stiefschwester Anna angezeigt wird.

### The Wicked Trilogy
Als Vorboten zum dritten Album The Scarecrow erschienen am 16. November 2007 zwei EPs unter dem Titel Lost in Space (Part 1 & 2), welche in Deutschland in die Top 10 der Charts eingestiegen sind.
Das Album erschien am 25. Januar 2008 über Nuclear Blast und erreichte in Deutschland Platz 8 in den Albumcharts. Die mit The Scarecrow begonnene Story war von Anfang an als Trilogie geplant, die mit The Wicked Symphony und Angel of Babylon zugleich fortgesetzt und vollendet wurde. Die beiden Alben erschienen am 3. April 2010 auch als Doppel-LP, welche auf Platz 2 der deutschen Albumcharts aufstiegen. Zehn Wochen nach der Veröffentlichung hielt sich das neue Avantasia-Doppelalbum The Wicked Symphony / Angel of Babylon in den deutschen Albumcharts.

### The Mystery of TimeundGhostlights

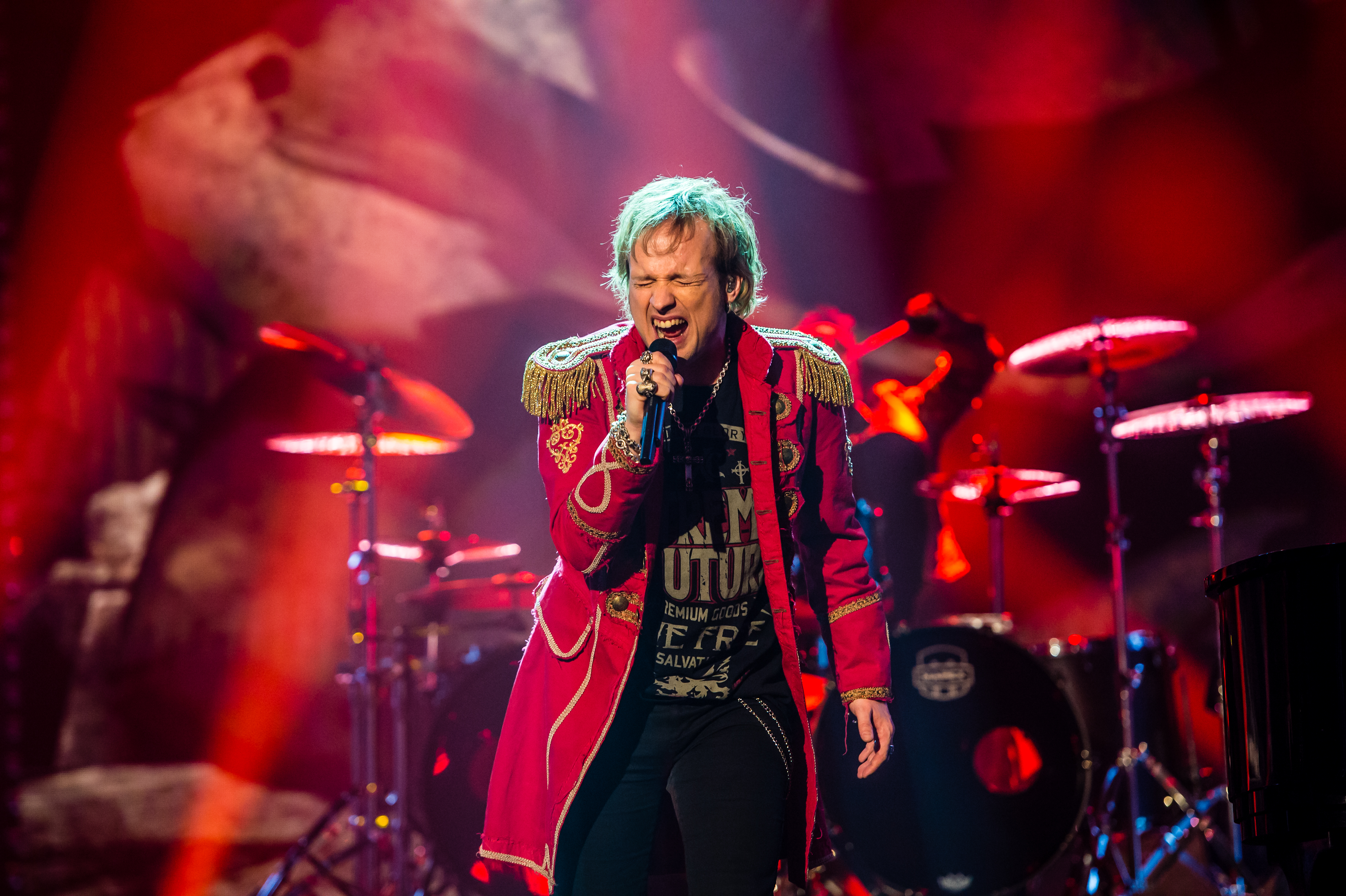
Avantasia beim Vorentscheid für den Eurovision Song Contest 2016, Unser Lied für Stockholm

Im Sommer 2012 kündigte Sammet entgegen der bisherigen Aussage, dass das Projekt beendet sei, das im Frühjahr 2013 erschienene neue Avantasia-Album mit dem Titel The Mystery of Time auf seiner Website an. Es erschien am 29. März 2013 und erreichte Platz 2 in den deutschen Charts. 
2015 gab Sammet bekannt, an einem neuen Avantasia-Album namens Ghostlights zu arbeiten, das am 29. Januar 2016 über Nuclear Blast veröffentlicht wurde. Das Album knüpft an den Vorgänger Mystery of Time an. Das reguläre Album enthält 12 Stücke (Ohne Sondereditionen und Bonusmaterial) und ist erneut dadurch gekennzeichnet, dass zahlreiche Gastmusiker beteiligt sind. Die dazugehörige Ghostlights World Tour fand zwischen März und Juli 2016 statt und umfasste neben europäischen Spielorten auch Konzerte in Nord- und Südamerika sowie Japan. Am 11. Dezember 2015 erschien mit Mystery of a Blood Red Rose die erste Single des Albums.
Im Februar 2016 nahmen Avantasia mit Mystery of a Blood Red Rose am Vorentscheid für den Eurovision Song Contest 2016, Unser Lied für Stockholm, teil und belegten den dritten Platz.

### MoonglowundA Paranormal Evening with the Moonflower Society
Das Album erschien am 15. Februar 2019 bei Nuclear Blast. Es erreichte in Deutschland Platz 1 in den Albumcharts und hielt sich 10 Wochen in den Charts.
Das Album enthält 12 Stücke und ist erneut durch die Beteiligung zahlreicher Gastmusiker gekennzeichnet. Hansi Kürsch und Candice Night sangen zum ersten Mal auf einem Avantasia-Album. Am 18. Mai 2022 wurde die erste Single  The Wicked Rule the Night des Albums als YouTube-Video bereitgestellt. Als zweite Single wurde der titelgebende Song The Moonflower Society am 14. Juli 2022 veröffentlicht. Als „moonflower“ beschrieb Tobias Sammet „ein Geschöpf der Nacht, das blüht, wenn die Welt schläft“. Am 9. August 2022 erschien die dritte Single namens Misplaced Among the Angels vor Erscheinen des Albums, mit einem Gesangsduett von Sammet mit Floor Jansen.
Am 21. Oktober 2022 erschien das Album bei Nuclear Blast, wie alle Alben seit 2008 und erreichte Platz 3 in den deutschen Charts. Produziert wurde es vom Gitarristen Sascha Paeth. An den elf Titeln waren erneut zahlreiche Gastmusiker beteiligt, z. B. Eric Martin, Michael Kiske, Ronnie Atkins, Jørn Lande, Geoff Tate und Bob Catley.

### Here Be Dragons
Im November 2024 wurde bestätigt, dass Avantasia künftig nicht mehr bei Nuclear Blast veröffentlichen werde, sondern zu Napalm Records gewechselt habe. Die erste Single Creepshow erschien am 5. Dezember 2024 mit dazugehörigem Musikvideo. Am 17. Januar 2025 erschien die zweite Single Against the Wind und am 13. Februar die letzte Singleauskopplung The Witch. Am 28. Februar 2025 erschien bei Napalm Records dann das mittlerweile zehnte Avantasia Album. Im Gegensatz zu den vorangegangenen Alben, gibt es diesmal auf jedem Song maximal einen Gastmusiker. Die Liste der Gastmusiker ist dadurch verhältnismäßig kurz und beinhaltet mit Tommy Karevik, Kenny Leckremo und Adrienne Cowan jedoch drei neue Sänger, welche zuvor noch nicht bei einem Avantasia-Album mitgewirkt hatten.

## Tourneen

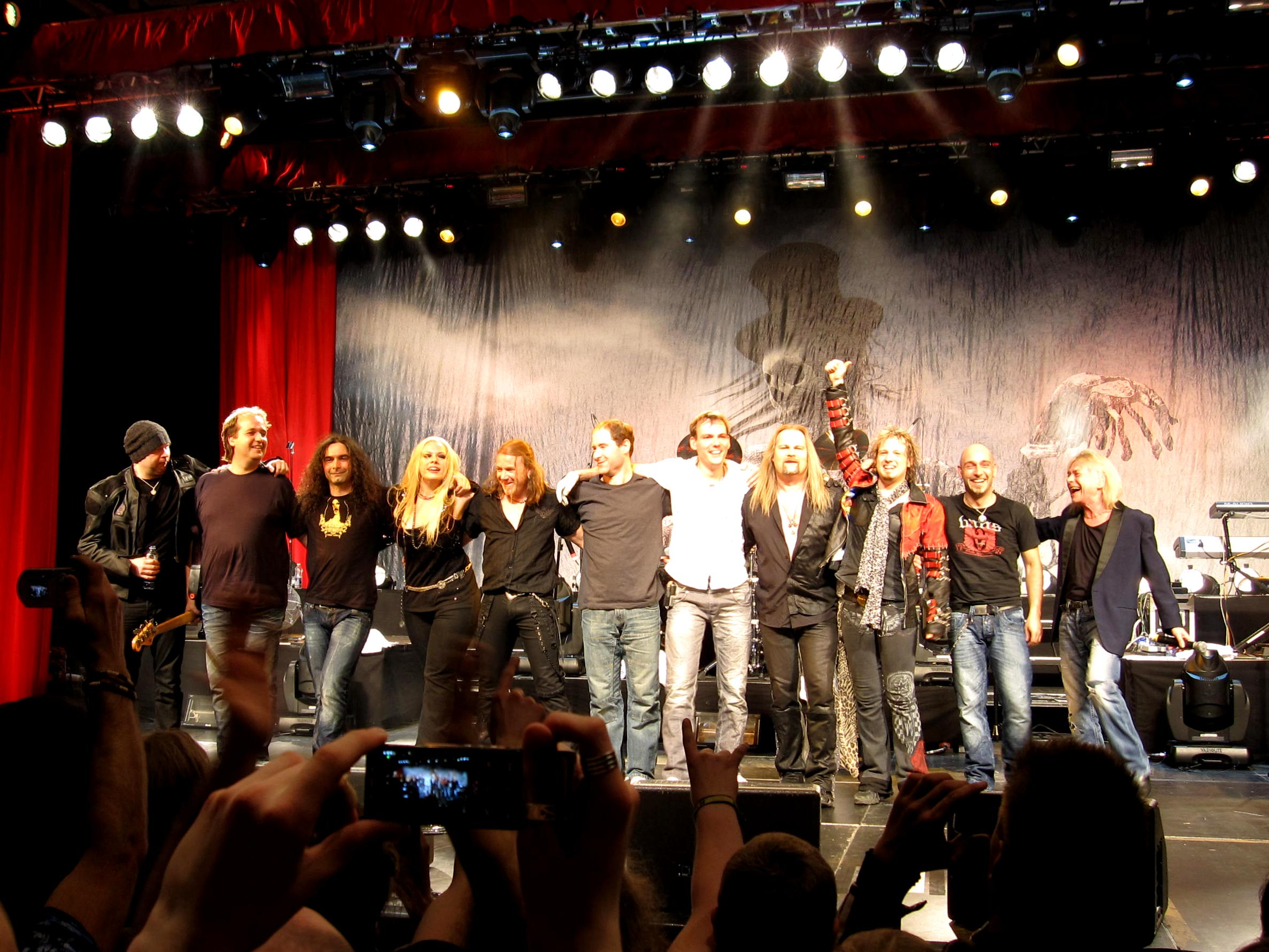
Avantasia beim Abschluss eines Konzertes (2010)

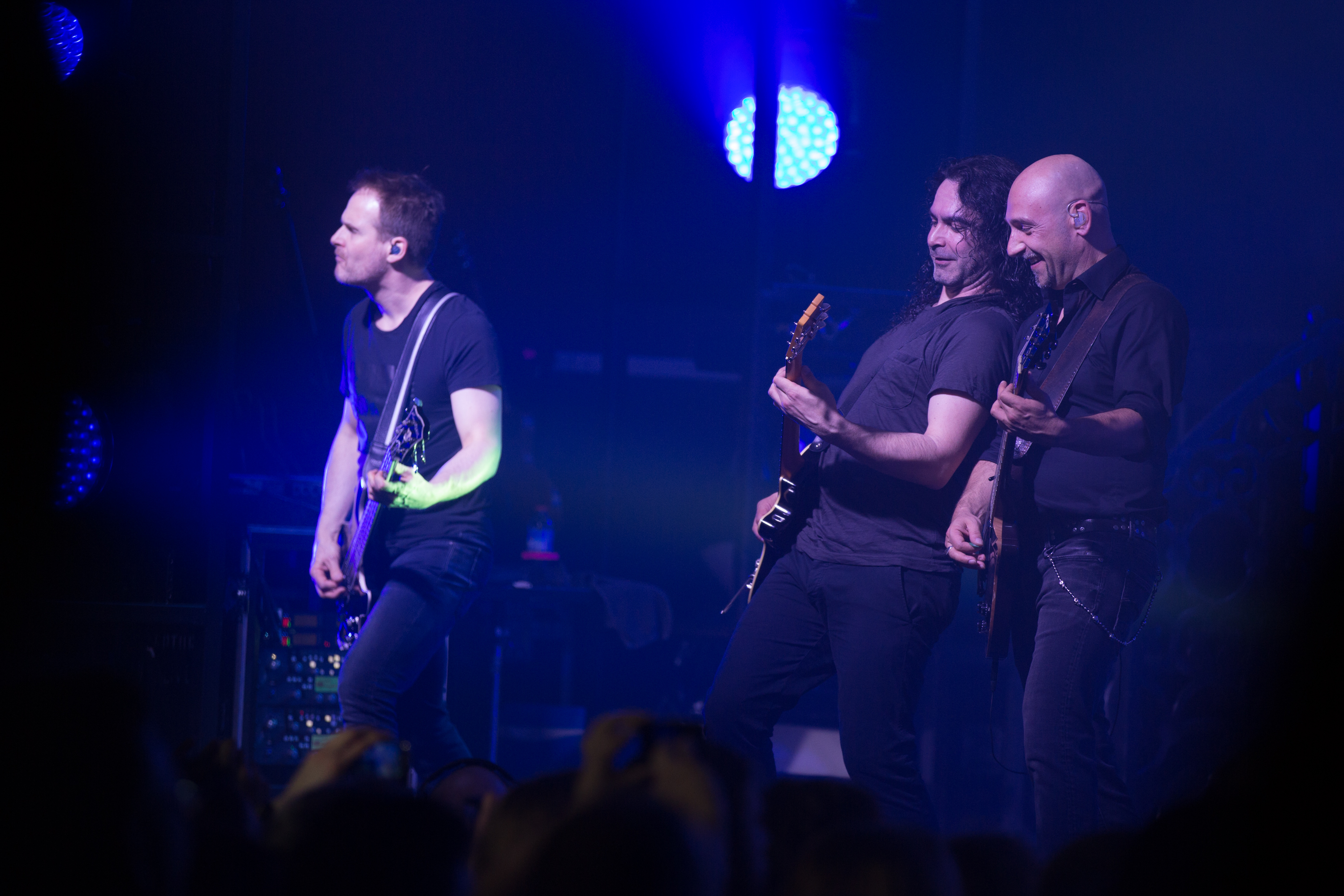
Teil der Band bei einem Konzert in Oberhausen

Im Sommer 2008 startete Avantasia zu einer kurzen Festival-Tour durch Europa, Südamerika, Mexiko und Japan. Sie startete am 5. Juni auf dem Rocksound-Festival in der Schweiz und endete am 13. August in Ungarn. Die Band gastierte auch auf dem Wacken Open Air. Die dazu geplante Doppel-DVD The Flying Opera ist im Frühjahr 2011 erschienen. Im Dezember 2010 fand erstmals eine groß angelegte Hallentournee mit Auftritten in verschiedenen Ländern statt. Auf dem Wacken Open Air 2011 spielte Avantasia als einer der Headliner. 2013 schloss sich an die Veröffentlichung des aktuellen Albums erneut eine Tournee mit Hallen- und Festivalauftritten an. 2014 spielten sie wieder als Headliner auf dem Wacken Open Air, erstmals mit einer live-Übertragung (in Deutschland auf 3sat). 2016 ging Avantasia auf die Ghostlights World Tour. 2019 begann mit der Veröffentlichung des gleichnamigen Albums die Moonglow World Tour.

## Diskografie

### Studioalben
| Jahr | Titel Musiklabel                                               | Höchstplatzierung, Gesamtwochen, AuszeichnungChartplatzierungen (Jahr, Titel, Musiklabel, Platzierungen, Wochen, Auszeichnungen, Anmerkungen) | Höchstplatzierung, Gesamtwochen, AuszeichnungChartplatzierungen (Jahr, Titel, Musiklabel, Platzierungen, Wochen, Auszeichnungen, Anmerkungen) | Höchstplatzierung, Gesamtwochen, AuszeichnungChartplatzierungen (Jahr, Titel, Musiklabel, Platzierungen, Wochen, Auszeichnungen, Anmerkungen) | Höchstplatzierung, Gesamtwochen, AuszeichnungChartplatzierungen (Jahr, Titel, Musiklabel, Platzierungen, Wochen, Auszeichnungen, Anmerkungen) | Anmerkungen                                                |
| Jahr | Titel Musiklabel                                               | DE | AT | CH | UK | Anmerkungen                                                |
| ---- | -------------------------------------------------------------- | --- | --- | --- | --- | ---------------------------------------------------------- |
| 2001 | The Metal Opera AFM Records                                    | DE35 (3 Wo.)DE | — | — | — | Erstveröffentlichung: 22. Februar 2001 Verkäufe: + 200.000 |
| 2002 | The Metal Opera Part II AFM Records                            | DE17 (4 Wo.)DE | — | CH94 (2 Wo.)CH | — | Erstveröffentlichung: 29. Oktober 2002                     |
| 2008 | The Scarecrow Nuclear Blast                                    | DE8 (7 Wo.)DE | AT16 (4 Wo.)AT | CH17 (6 Wo.)CH | — | Erstveröffentlichung: 25. Januar 2008                      |
| 2010 | The Wicked Symphony / Angel of Babylon Nuclear Blast           | DE2 (9 Wo.)DE | AT9 (4 Wo.)AT | CH7 (6 Wo.)CH | — | Erstveröffentlichung: 3. April 2010                        |
| 2013 | The Mystery of Time Nuclear Blast                              | DE2 (8 Wo.)DE | AT11 (3 Wo.)AT | CH5 (4 Wo.)CH | UK97 (1 Wo.)UK | Erstveröffentlichung: 29. März 2013                        |
| 2016 | Ghostlights Nuclear Blast                                      | DE2 (13 Wo.)DE | AT10 (4 Wo.)AT | CH8 (8 Wo.)CH | UK53 (1 Wo.)UK | Erstveröffentlichung: 29. Januar 2016 Verkäufe: + 2.500    |
| 2019 | Moonglow Nuclear Blast                                         | DE1 (10 Wo.)DE | AT4 (3 Wo.)AT | CH3 (8 Wo.)CH | UK38 (1 Wo.)UK | Erstveröffentlichung: 15. Februar 2019                     |
| 2022 | A Paranormal Evening with the Moonflower Society Nuclear Blast | DE3 (6 Wo.)DE | AT7 (2 Wo.)AT | CH4 (4 Wo.)CH | — | Erstveröffentlichung: 21. Oktober 2022                     |
| 2025 | Here Be Dragons Napalm Records                                 | DE1 (4 Wo.)DE | AT1 (3 Wo.)AT | CH3 (3 Wo.)CH | — | Erstveröffentlichung: 28. Februar 2025                     |

### Livealben
| Jahr | Titel Musiklabel               | Höchstplatzierung, Gesamtwochen, AuszeichnungChartsChartplatzierungen (Jahr, Titel, Musiklabel, Platzierungen, Wochen, Auszeichnungen, Anmerkungen) | Anmerkungen                         |
| Jahr | Titel Musiklabel               | DE | Anmerkungen                         |
| ---- | ------------------------------ | --- | ----------------------------------- |
| 2013 | The Flying Opera Nuclear Blast | DE18 (3 Wo.)DE | Erstveröffentlichung: 18. März 2011 |

### EPs
| Jahr | Titel Musiklabel                   | Höchstplatzierung, Gesamtwochen, AuszeichnungChartplatzierungen (Jahr, Titel, Musiklabel, Platzierungen, Wochen, Auszeichnungen, Anmerkungen) | Höchstplatzierung, Gesamtwochen, AuszeichnungChartplatzierungen (Jahr, Titel, Musiklabel, Platzierungen, Wochen, Auszeichnungen, Anmerkungen) | Anmerkungen                             |
| Jahr | Titel Musiklabel                   | DE | AT | Anmerkungen                             |
| ---- | ---------------------------------- | --- | --- | --------------------------------------- |
| 2007 | Lost in Space Part I Nuclear Blast | DE9 (9 Wo.)DE | AT48 (1 Wo.)AT | Erstveröffentlichung: 19. November 2007 |

Weitere EPs
- 2007: Lost in Space Part II

### Singles
- 2000: Avantasia
- 2007: Carry Me Over
- 2008: Elected (vs. Ayreon)
- 2010: Dying for an Angel (feat. Klaus Meine)
- 2013: Sleepwalking
- 2016: Mystery of a Blood Red Rose
- 2018: The Raven Child
- 2019: Moonglow
- 2022: The Wicked Rule the Night
- 2024: Creepshow

### Videoalben
- 2011: The Flying Opera

## Auszeichnungen
- Echo 2016 nominiert in der Kategorie Gruppe „Rock/Alternative national“.
- Metal Hammer Awards 2013, ausgezeichnet in der Kategorie „Beste Deutsche Band“.[11]
- Metal Hammer Awards 2016, nominiert in der Kategorie Beste Deutsche Band, nominiert in der Kategorie Metal Anthem, ausgezeichnet in der Kategorie Best Album (Ghostlights).[12]
- Goldene Schallplatte: Tschechien (2016 für Ghostlights)[13]

## Musiker

### Lead-Gesang
| Künstler            | The Metal Opera | The Metal Opera Part II | The Scarecrow | The Wicked Symphony | Angel of Babylon | The Mystery of Time | Ghostlights | Moonglow | A Paranormal Evening with the Moonflower Society | Here Be Dragons |
| ------------------- | --------------- | ----------------------- | ------------- | ------------------- | ---------------- | ------------------- | ----------- | -------- | ------------------------------------------------ | --------------- |
| Tobias Sammet       | Ja              | Ja                      | Ja            | Ja                  | Ja               | Ja                  | Ja          | Ja       | Ja                                               | Ja              |
| Michael Kiske       | Ja              | Ja                      | Ja            | Ja                  | Ja               | Ja                  | Ja          | Ja       | Ja                                               | Ja              |
| David DeFeis        | Ja              | Ja                      |               |                     |                  |                     |             |          |                                                  |                 |
| Ralf Zdiarstek      | Ja              | Ja                      |               |                     |                  |                     |             |          |                                                  |                 |
| Sharon den Adel     | Ja              | Ja                      |               |                     |                  |                     | Ja          |          |                                                  |                 |
| Rob Rock            | Ja              | Ja                      |               |                     |                  |                     |             |          |                                                  |                 |
| Oliver Hartmann     | Ja              | Ja                      | Ja            |                     |                  |                     |             |          |                                                  |                 |
| Andre Matos         | Ja              | Ja                      |               |                     |                  |                     |             |          |                                                  |                 |
| Kai Hansen          | Ja              | Ja                      |               |                     |                  |                     |             |          |                                                  |                 |
| Timo Tolkki         | Ja              | Ja                      |               |                     |                  |                     |             |          |                                                  |                 |
| Bob Catley          |                 | Ja                      | Ja            | Ja                  | Ja               | Ja                  | Ja          | Ja       | Ja                                               | Ja              |
| Jørn Lande          |                 |                         | Ja            | Ja                  | Ja               |                     | Ja          | Ja       | Ja                                               |                 |
| Amanda Somerville   |                 |                         | Ja            |                     |                  |                     |             |          |                                                  |                 |
| Alice Cooper        |                 |                         | Ja            |                     |                  |                     |             |          |                                                  |                 |
| Roy Khan            |                 |                         | Ja            |                     |                  |                     |             |          |                                                  | Ja              |
| Russell Allen       |                 |                         |               | Ja                  | Ja               |                     |             |          |                                                  |                 |
| Tim Owens           |                 |                         |               | Ja                  |                  |                     |             |          |                                                  |                 |
| Klaus Meine         |                 |                         |               | Ja                  |                  |                     |             |          |                                                  |                 |
| Cloudy Yang         |                 |                         |               | Ja                  | Ja               | Ja                  | Ja          |          |                                                  |                 |
| Jon Oliva           |                 |                         |               |                     | Ja               |                     |             |          |                                                  |                 |
| Joe Lynn Turner     |                 |                         |               |                     |                  | Ja                  |             |          |                                                  |                 |
| Peter „Biff“ Byford |                 |                         |               |                     |                  | Ja                  |             |          |                                                  |                 |
| Eric Martin         |                 |                         |               |                     |                  | Ja                  |             | Ja       | Ja                                               |                 |
| Ronnie Atkins       |                 |                         |               |                     |                  | Ja                  | Ja          | Ja       | Ja                                               | Ja              |
| Marco Hietala       |                 |                         |               |                     |                  |                     | Ja          |          |                                                  |                 |
| Dee Snider          |                 |                         |               |                     |                  |                     | Ja          |          |                                                  |                 |
| Geoff Tate          |                 |                         |               |                     |                  |                     | Ja          | Ja       | Ja                                               | Ja              |
| Herbie Langhans     |                 |                         |               |                     |                  |                     | Ja          |          |                                                  |                 |
| Robert Mason        |                 |                         |               |                     |                  |                     | Ja          |          |                                                  |                 |
| Hansi Kürsch        |                 |                         |               |                     |                  |                     |             | Ja       |                                                  |                 |
| Mille Petrozza      |                 |                         |               |                     |                  |                     |             | Ja       |                                                  |                 |
| Candice Night       |                 |                         |               |                     |                  |                     |             | Ja       |                                                  |                 |
| Ralf Scheepers      |                 |                         |               |                     |                  |                     |             |          | Ja                                               |                 |
| Floor Jansen        |                 |                         |               |                     |                  |                     |             |          | Ja                                               |                 |
| Tommy Karevik       |                 |                         |               |                     |                  |                     |             |          |                                                  | Ja              |
| Adrienne Cowan      |                 |                         |               |                     |                  |                     |             |          |                                                  | Ja              |
| Kenny Leckremo      |                 |                         |               |                     |                  |                     |             |          |                                                  | Ja              |

### Gastsänger nach einzelnen Liedern
| Lied | Titel                               | Album                                            | Gastsänger         | Gastsänger        | Gastsänger      | Gastsänger      | Gastsänger           | Gastsänger |
| 1.   | Prelude                             | The Metal Opera                                  | -                  |                   |                 |                 |                      |            |
| 2.   | Reach Out for the Light             | The Metal Opera                                  | Michael Kiske      | Ernie             |                 |                 |                      |            |
| 3.   | Serpents in Paradise                | The Metal Opera                                  | David DeFeis       |                   |                 |                 |                      |            |
| 4.   | Malleus Maleficarum                 | The Metal Opera                                  | Ralf Zdiarstek     |                   |                 |                 |                      |            |
| 5.   | Breaking Away                       | The Metal Opera                                  | Michael Kiske      |                   |                 |                 |                      |            |
| 6.   | Farewell                            | The Metal Opera                                  | Michael Kiske      | Sharon den Adel   |                 |                 |                      |            |
| 7.   | The Glory of Rome                   | The Metal Opera                                  | Ralf Zdiarstek     | Rob Rock          | Oliver Hartmann |                 |                      |            |
| 8.   | In Nomine Patris                    | The Metal Opera                                  | -                  |                   |                 |                 |                      |            |
| 9.   | Avantasia                           | The Metal Opera                                  | Michael Kiske      |                   |                 |                 |                      |            |
| 10.  | A New Dimension                     | The Metal Opera                                  | -                  |                   |                 |                 |                      |            |
| 11.  | Inside                              | The Metal Opera                                  | André Matos        | Kai Hansen        |                 |                 |                      |            |
| 12.  | Sign of the Cross                   | The Metal Opera                                  | André Matos        | Kai Hansen        | Rob Rock        | Oliver Hartmann |                      |            |
| 13.  | The Tower                           | The Metal Opera                                  | Michael Kiske      | André Matos       | David DeFeis    | Oliver Hartmann | Timo Tolkki (spoken) |            |
| 1.   | The Seven Angels                    | The Metal Opera Part II                          | Michael Kiske      | David DeFeis      | Rob Rock        | Oliver Hartmann | André Matos          | Kai Hansen |
| 2.   | No Return                           | The Metal Opera Part II                          | Michael Kiske      | André Matos       |                 |                 |                      |            |
| 3.   | The Looking Glass                   | The Metal Opera Part II                          | Bob Catley         |                   |                 |                 |                      |            |
| 4.   | In Quest For                        | The Metal Opera Part II                          | Bob Catley         |                   |                 |                 |                      |            |
| 5.   | The Final Sacrifice                 | The Metal Opera Part II                          | David DeFeis       |                   |                 |                 |                      |            |
| 6.   | Neverland                           | The Metal Opera Part II                          | Rob Rock           |                   |                 |                 |                      |            |
| 7.   | Anywhere                            | The Metal Opera Part II                          | -                  |                   |                 |                 |                      |            |
| 8.   | Chalice of Agony                    | The Metal Opera Part II                          | André Matos        | Kai Hansen        |                 |                 |                      |            |
| 9.   | Memory                              | The Metal Opera Part II                          | Ralf Zdiarstek     |                   |                 |                 |                      |            |
| 10.  | Into the Unknown                    | The Metal Opera Part II                          | Sharon den Adel    |                   |                 |                 |                      |            |
| 2.   | Lay All Your Love on Me             | Lost in Space Pt.1                               | -                  |                   |                 |                 |                      |            |
| 6.   | Ride the Sky                        | Lost in Space Pt.1                               | Volker Heintzen    |                   |                 |                 |                      |            |
| 3.   | Dancing with Tears in My Eyes       | Lost in Space Pt.2                               | -                  |                   |                 |                 |                      |            |
| 4.   | Scary Eyes                          | Lost in Space Pt.2                               | -                  |                   |                 |                 |                      |            |
| 5.   | In My Defence                       | Lost in Space Pt.2                               | -                  |                   |                 |                 |                      |            |
| 1.   | Twisted Mind                        | The Scarecrow                                    | Roy Khan           |                   |                 |                 |                      |            |
| 2.   | The Scarecrow                       | The Scarecrow                                    | Jørn Lande         | Michael Kiske     |                 |                 |                      |            |
| 3.   | Shelter from the Rain               | The Scarecrow                                    | Michael Kiske      | Bob Catley        |                 |                 |                      |            |
| 4.   | Carry Me Over                       | The Scarecrow                                    | -                  |                   |                 |                 |                      |            |
| 5.   | What Kind of Love                   | The Scarecrow                                    | Michael Kiske      | Amanda Somerville |                 |                 |                      |            |
| 6.   | Another Angel Down                  | The Scarecrow                                    | Jørn Lande         |                   |                 |                 |                      |            |
| 7.   | The Toy Master                      | The Scarecrow                                    | Alice Cooper       |                   |                 |                 |                      |            |
| 8.   | Devil in the Belfry                 | The Scarecrow                                    | Jørn Lande         |                   |                 |                 |                      |            |
| 9.   | Cry Just a Little                   | The Scarecrow                                    | Bob Catley         |                   |                 |                 |                      |            |
| 10.  | I Don't Believe in Your Love        | The Scarecrow                                    | Oliver Hartmann    |                   |                 |                 |                      |            |
| 11.  | Lost in Space                       | The Scarecrow                                    | Amanda Somerville  |                   |                 |                 |                      |            |
| 1.   | Stargazers                          | Angel of Babylon                                 | Jørn Lande         | Michael Kiske     | Russell Allen   |                 |                      |            |
| 2.   | Angel of Babylon                    | Angel of Babylon                                 | Jørn Lande         |                   |                 |                 |                      |            |
| 3.   | Yor Love Is Evil                    | Angel of Babylon                                 | -                  |                   |                 |                 |                      |            |
| 4.   | Death Is Just a Feeling             | Angel of Babylon                                 | Jon Oliva          |                   |                 |                 |                      |            |
| 5.   | Rat Race                            | Angel of Babylon                                 | Jørn Lande         |                   |                 |                 |                      |            |
| 6.   | Down in the Dark                    | Angel of Babylon                                 | Jørn Lande         |                   |                 |                 |                      |            |
| 7.   | Blowing Out the Flame               | Angel of Babylon                                 | -                  |                   |                 |                 |                      |            |
| 8.   | Symphony of Life                    | Angel of Babylon                                 | Cloudy Yang        |                   |                 |                 |                      |            |
| 9.   | Alone I Remember                    | Angel of Babylon                                 | Jørn Lande         |                   |                 |                 |                      |            |
| 10.  | Promised Land                       | Angel of Babylon                                 | Jørn Lande         |                   |                 |                 |                      |            |
| 11.  | Journey to Arcadia                  | Angel of Babylon                                 | Jørn Lande         | Russell Allen     | Bob Catley      |                 |                      |            |
| 1.   | The Wicked Symphony                 | The Wicked Symphony                              | Jørn Lande         |                   |                 |                 |                      |            |
| 2.   | Wastelands                          | The Wicked Symphony                              | Michael Kiske      | Russell Allen     |                 |                 |                      |            |
| 3.   | Scales of Justice                   | The Wicked Symphony                              | Tim „Ripper“ Owens |                   |                 |                 |                      |            |
| 4.   | Dying for an Angel                  | The Wicked Symphony                              | Klaus Meine        |                   |                 |                 |                      |            |
| 5.   | Blizzard of a Broken Mirror         | The Wicked Symphony                              | André Matos        |                   |                 |                 |                      |            |
| 6.   | Runaway Train                       | The Wicked Symphony                              | Jørn Lande         | Michael Kiske     | Bob Catley      |                 |                      |            |
| 7.   | Crestfallen                         | The Wicked Symphony                              | Jørn Lande         |                   |                 |                 |                      |            |
| 8.   | Forever Is a Long Time              | The Wicked Symphony                              | Jørn Lande         |                   |                 |                 |                      |            |
| 9.   | Black Wings                         | The Wicked Symphony                              | Ralf Zdiarstek     |                   |                 |                 |                      |            |
| 10.  | State of Matter                     | The Wicked Symphony                              | Russell Allen      |                   |                 |                 |                      |            |
| 11.  | The Edge                            | The Wicked Symphony                              | -                  |                   |                 |                 |                      |            |
| 1.   | Spectres                            | The Mystery of Time                              | Joe Lynn Turner    |                   |                 |                 |                      |            |
| 2.   | The Watchmaker's Dream              | The Mystery of Time                              | Joe Lynn Turner    |                   |                 |                 |                      |            |
| 3.   | Black Orchid                        | The Mystery of Time                              | Biff Byford        |                   |                 |                 |                      |            |
| 4.   | Where Clock Hands Freeze            | The Mystery of Time                              | Michael Kiske      | Oliver Hartmann   |                 |                 |                      |            |
| 5.   | Sleepwalking                        | The Mystery of Time                              | Cloudy Yang        |                   |                 |                 |                      |            |
| 6.   | Savior in the Clockwork             | The Mystery of Time                              | Michael Kiske      | Michael Kiske     | Joe Lynn Turner |                 |                      |            |
| 7.   | Invoke the Machine                  | The Mystery of Time                              | Oliver Hartmann    | Ronnie Atkins     |                 |                 |                      |            |
| 8.   | What's Left of Me                   | The Mystery of Time                              | Eric Martin        |                   |                 |                 |                      |            |
| 9.   | Dweller in a Dream                  | The Mystery of Time                              | Michael Kiske      |                   |                 |                 |                      |            |
| 10.  | The Great Mystery                   | The Mystery of Time                              | Bob Catley         | Michael Kiske     | Joe Lynn Turner |                 |                      |            |
| 1.   | Mystery of a Blood Red Rose         | Ghostlights                                      | -                  |                   |                 |                 |                      |            |
| 2.   | Let the Storm Descend Upon You      | Ghostlights                                      | Robert Mason       | Ronnie Atkins     | Jørn Lande      |                 |                      |            |
| 3.   | The Haunting                        | Ghostlights                                      | Dee Snider         |                   |                 |                 |                      |            |
| 4.   | Seduction of Decay                  | Ghostlights                                      | Geoff Tate         |                   |                 |                 |                      |            |
| 5.   | Ghostlights                         | Ghostlights                                      | Michael Kiske      | Jørn Lande        |                 |                 |                      |            |
| 6.   | Draconian Love                      | Ghostlights                                      | Herbie Langhans    |                   |                 |                 |                      |            |
| 7.   | Master of the Pendulum              | Ghostlights                                      | Marco Hietala      |                   |                 |                 |                      |            |
| 8.   | Isle of Evermore                    | Ghostlights                                      | Sharon den Adel    |                   |                 |                 |                      |            |
| 9.   | Babylon Vampires                    | Ghostlights                                      | Robert Mason       |                   |                 |                 |                      |            |
| 10.  | Lucifer                             | Ghostlights                                      | Jørn Lande         |                   |                 |                 |                      |            |
| 11.  | Unchain the Light                   | Ghostlights                                      | Michael Kiske      | Ronnie Atkins     |                 |                 |                      |            |
| 12.  | A Restless Heart and Obsidian Skies | Ghostlights                                      | Bob Catley         |                   |                 |                 |                      |            |
| 1.   | Ghost in the Moon                   | Moonglow                                         | -                  |                   |                 |                 |                      |            |
| 2.   | Book of Shallows                    | Moonglow                                         | Ronnie Atkins      | Jørn Lande        | Hansi Kürsch    | Mille Petrozza  |                      |            |
| 3.   | Moonglow                            | Moonglow                                         | Candice Night      |                   |                 |                 |                      |            |
| 4.   | The Raven Child                     | Moonglow                                         | Jørn Lande         | Hansi Kürsch      |                 |                 |                      |            |
| 5.   | Starlight                           | Moonglow                                         | Ronnie Atkins      |                   |                 |                 |                      |            |
| 6.   | Invincible                          | Moonglow                                         | Geoff Tate         |                   |                 |                 |                      |            |
| 7.   | Alchemy                             | Moonglow                                         | Geoff Tate         |                   |                 |                 |                      |            |
| 8.   | The Piper at the Gates of Dawn      | Moonglow                                         | Ronnie Atkins      | Jørn Lande        | Eric Martin     | Bob Catley      | Geoff Tate           |            |
| 9.   | Lavender                            | Moonglow                                         | Bob Catley         |                   |                 |                 |                      |            |
| 10.  | Requiem for a Dream                 | Moonglow                                         | Michael Kiske      |                   |                 |                 |                      |            |
| 11.  | Maniac                              | Moonglow                                         | Eric Martin        |                   |                 |                 |                      |            |
| 1.   | Welcome to the Shadows              | A Paranormal Evening with the Moonflower Society | -                  |                   |                 |                 |                      |            |
| 2.   | The Wicked Rule the Night           | A Paranormal Evening with the Moonflower Society | Ralf Scheepers     |                   |                 |                 |                      |            |
| 3.   | Kill the Pain Away                  | A Paranormal Evening with the Moonflower Society | Floor Jansen       |                   |                 |                 |                      |            |
| 4.   | The Inmost Light                    | A Paranormal Evening with the Moonflower Society | Michael Kiske      |                   |                 |                 |                      |            |
| 5.   | Misplaced Among the Angels          | A Paranormal Evening with the Moonflower Society | Floor Jansen       |                   |                 |                 |                      |            |
| 6.   | I Tame the Storm                    | A Paranormal Evening with the Moonflower Society | Jørn Lande         |                   |                 |                 |                      |            |
| 7.   | Paper Plane                         | A Paranormal Evening with the Moonflower Society | Ronnie Atkins      |                   |                 |                 |                      |            |
| 8.   | The Moonflower Society              | A Paranormal Evening with the Moonflower Society | Bob Catley         |                   |                 |                 |                      |            |
| 9.   | Rhyme and Reason                    | A Paranormal Evening with the Moonflower Society | Eric Martin        |                   |                 |                 |                      |            |
| 10.  | Scars                               | A Paranormal Evening with the Moonflower Society | Geoff Tate         |                   |                 |                 |                      |            |
| 11.  | Arabesque                           | A Paranormal Evening with the Moonflower Society | Jørn Lande         | Michael Kiske     |                 |                 |                      |            |
| 1.   | Creepshow                           | Here Be Dragons                                  | -                  |                   |                 |                 |                      |            |
| 2.   | Here Be Dragons                     | Here Be Dragons                                  | Geoff Tate         |                   |                 |                 |                      |            |
| 3.   | The Moorlands at Twilight           | Here Be Dragons                                  | Michael Kiske      |                   |                 |                 |                      |            |
| 4.   | The Witch                           | Here Be Dragons                                  | Tommy Karevik      |                   |                 |                 |                      |            |
| 5.   | Phantasmagoria                      | Here Be Dragons                                  | Ronnie Atkins      |                   |                 |                 |                      |            |
| 6.   | Bring on the Night                  | Here Be Dragons                                  | Bob Catley         |                   |                 |                 |                      |            |
| 7.   | ... Unleash the Kraken              | Here Be Dragons                                  | -                  |                   |                 |                 |                      |            |
| 8.   | Avalon                              | Here Be Dragons                                  | Adrienne Cowan     |                   |                 |                 |                      |            |
| 9.   | Against the Wind                    | Here Be Dragons                                  | Kenny Leckremo     |                   |                 |                 |                      |            |
| 10.  | Everybody's Here Until the End      | Here Be Dragons                                  | Roy Khan           |                   |                 |                 |                      |            |

### Gitarre
| Künstler               | The Metal Opera | The Metal Opera Part II | The Scarecrow | The Wicked Symphony | Angel of Babylon | The Mystery of Time | Ghostlights | Moonglow | A Paranormal Evening with the Moonflower Society | Here Be Dragons |
| ---------------------- | --------------- | ----------------------- | ------------- | ------------------- | ---------------- | ------------------- | ----------- | -------- | ------------------------------------------------ | --------------- |
| Henjo Richter          | Ja              | Ja                      | Ja            | Ja                  | Ja               |                     |             |          |                                                  |                 |
| Jens Ludwig            | Ja              | Ja                      |               |                     |                  |                     |             |          |                                                  |                 |
| Norman Meiritz         |                 | Ja                      |               |                     |                  |                     |             |          |                                                  |                 |
| Timo Tolkki            |                 | Ja                      |               |                     |                  |                     |             |          |                                                  |                 |
| Sascha Paeth           |                 |                         | Ja            | Ja                  | Ja               | Ja                  | Ja          | Ja       | Ja                                               | Ja              |
| Kai Hansen             |                 |                         | Ja            |                     |                  |                     |             |          |                                                  |                 |
| Rudolf Schenker        |                 |                         | Ja            |                     |                  |                     |             |          |                                                  |                 |
| Bruce Kulick           |                 |                         |               | Ja                  | Ja               | Ja                  | Ja          |          |                                                  |                 |
| Oliver Hartmann        |                 |                         |               | Ja                  | Ja               | Ja                  | Ja          | Ja       | Ja                                               |                 |
| Arjen Anthony Lucassen |                 |                         |               |                     |                  | Ja                  |             |          |                                                  |                 |
| Arne Wiegand           |                 |                         |               |                     |                  |                     |             |          |                                                  | Ja              |

### Bass-Gitarre
| Künstler         | The Metal Opera | The Metal Opera Part II | The Scarecrow | The Wicked Symphony | Angel of Babylon | The Mystery of Time | Ghostlights | Moonglow | A Paranormal Evening with the Moonflower Society | Here Be Dragons |
| ---------------- | --------------- | ----------------------- | ------------- | ------------------- | ---------------- | ------------------- | ----------- | -------- | ------------------------------------------------ | --------------- |
| Markus Grosskopf | Ja              | Ja                      |               |                     |                  |                     |             |          |                                                  |                 |
| Tobias Sammet    |                 |                         | Ja            | Ja                  | Ja               | Ja                  | Ja          | Ja       | Ja                                               | Ja              |

### Schlagzeug
| Künstler         | The Metal Opera | The Metal Opera Part II | The Scarecrow | The Wicked Symphony | Angel of Babylon | The Mystery of Time | Ghostlights | Moonglow | A Paranormal Evening with the Moonflower Society | Here Be Dragons |
| ---------------- | --------------- | ----------------------- | ------------- | ------------------- | ---------------- | ------------------- | ----------- | -------- | ------------------------------------------------ | --------------- |
| Alex Holzwarth   | Ja              | Ja                      |               | Ja                  | Ja               |                     |             |          |                                                  |                 |
| Eric Singer      |                 | Ja                      | Ja            | Ja                  | Ja               |                     |             |          |                                                  |                 |
| Felix Bohnke     |                 |                         |               | Ja                  | Ja               |                     | Ja          | Ja       | Ja                                               | Ja              |
| Russell Gilbrook |                 |                         |               |                     |                  | Ja                  |             |          |                                                  |                 |